# La Neuville-Sire-Bernard

La Neuville-Sire-Bernard este o comună în departamentul Somme, Franța. În 1 ianuarie 2022 avea o populație de 279 de locuitori.